# ليزا ستاديلباور
ليزا ستادلبور هي السفيرة الكندية الحالية لدى إسرائيل. تشمل مهامها السابقة في الخدمة الخارجية الكندية مناصب المفوض السامي لدى كينيا والسفيرة والممثل الدائم لدى برنامج الأمم المتحدة للبيئة (UNEP) وبرنامج الأمم المتحدة للمستوطنات البشرية. وبسبب تعيينها مفوضة سامية لدى كينيا، فهي مفوضة سامية غير مقيمة لدى رواندا وأوغندا وسفيرة لدى الصومال وبوروندي.
تخرجت ستاديلباور من جامعة ويسترن أونتاريو عام 1988 بدرجة البكالوريوس في الدراسات الإدارية والتجارية، وانضمت إلى وزارة الشؤون الخارجية والتجارة الدولية الكندية عام 1990. ومن عام 2011 إلى عام 2015، عملت سفيرة في زيمبابوي وأنجولا ومفوضة عليا في بوتسوانا. تم تعيين ستاديلباور مفوضة عليا لكندا في كينيا في أكتوبر 2018 وقدمت أوراق اعتمادها إلى الرئيس أوهورو كينياتا يوم الأربعاء 5 ديسمبر 2018.